# 王浩良
王浩良（1944年—），江苏常熟人，汉族，中华人民共和国政治人物、第十一届全国人民代表大会江苏地区代表。
毕业于南京工学院机械制造专业，是中共党员。1996年1月任南京市委常委、秘书长；1997年12月任南京市委副书记。2005年4月任南京汽车集团董事长。2008年起担任全国人大代表。